# Colura greig-smithii
Colura greig-smithii là một loài Rêu trong họ Lejeuneaceae. Loài này được Jovet-Ast mô tả khoa học đầu tiên năm 1953.